# Châteauneuf-sur-Loire
Châteauneuf-sur-Loire – miejscowość i gmina we Francji, w Regionie Centralnym, w departamencie Loiret.
Według danych na rok 1990 gminę zamieszkiwało 6558 osób, a gęstość zaludnienia wynosiła 164 osoby/km² (wśród 1842 gmin Regionu Centralnego Châteauneuf-sur-Loire plasuje się na 48. miejscu pod względem liczby ludności, natomiast pod względem powierzchni na miejscu 174.). Dawny ważny port nad Loarą, stracił swe znaczenie w XIX wieku na rzecz kolei.

## Zabytki
- pozostałości zabudowań zamkowych:
  - XVII-wieczne stajnie, mieszczące od 1692 Muzeum Żeglugi po Loarze (fr. Musée de la Maine de la Loire) ;
  - XVIII-wieczna oranżeria przykryta ośmioboczną rounda - obecnie ratusz miejski;
  - Park - arboretum;
- kościół Saint-Martial, pierwotnie wybudowany w XII wieku, wielokrotnie odbudowywany, ostatnio w 1940.
- Halle Saint-Pierre - stacja portowa z 1854 roku, później targ zbożowy.

## Miasta bliźniacze
Miasto ma umowy partnerskie z:
- Amarante (Portugalia)
- Bad Laasphe (Niemcy)